# A-League 2010-2011
Il campionato di A-League 2010-2011 è stato la 6ª edizione della A-League, la massima divisione del campionato australiano di calcio. È iniziato il 5 agosto 2010 ed è terminato il 13 marzo 2011. Il Brisbane Roar si laurea campione d'Australia, conquistando il suo primo titolo nazionale.
Rispetto al campionato precedente cambiano i criteri di accesso alla AFC Champions League: il campionato australiano infatti ha conquistato posizioni nel ranking AFC. A qualificarsi per la AFC Champions League saranno quindi solo le prime tre squadre: le prime due alla fase ai gironi, la terza ai preliminari.

## Novità
Il numero di squadre partecipanti al torneo è stato aumentato. Infatti, alle dieci già presenti la stagione precedente, si è unito anche il Melbourne Heart.
L'Australia guadagna un posto di accesso diretto ai gironi della AFC Champions League. Le prime tre squadre in classifica potranno partecipare al massimo torneo continentale (le prime due con l'accesso diretto, la terza passando per il preliminare).

## Squadre partecipanti
| Club               | Città      | Stadio                                                  | Sponsor tecnico | Sponsor ufficiale           | Risultato nella stagione 2009-2010 |
| ------------------ | ---------- | ------------------------------------------------------- | --------------- | --------------------------- | ---------------------------------- |
| Adelaide Utd       | Adelaide   | Hindmarsh Stadium                                       | Reebok          | Jim's Plumbing Modern Solar | 10º posto in A-League              |
| Brisbane Roar      | Brisbane   | Suncorp Stadium                                         | Reebok          | The Coffee Club             | 9º posto in A-League               |
| C.C. Mariners      | Gosford    | Bluetongue Central Coast Stadium                        | Reebok          |                             | 8º posto in A-League               |
| Gold Coast Utd     | Gold Coast | Skilled Park                                            | Reebok          |                             | 3º posto in A-League               |
| Melbourne Heart    | Melbourne  | Melbourne Rectangular Stadium                           | Reebok          | Westpac                     | Esordiente                         |
| Melbourne Victory  | Melbourne  | Melbourne Rectangular Stadium Etihad Stadium            | Reebok          | Intralot                    | 2º posto in A-League               |
| Newcastle Jets     | Newcastle  | EnergyAustralia Stadium Port Macquarie Regional Stadium | Reebok          |                             | 6º posto in A-League               |
| N. Queensland Fury | Townsville | Willows Sports Complex                                  | Reebok          |                             | 7º posto in A-League               |
| Perth Glory        | Perth      | Members Equity Stadium                                  | Reebok          | QBE Insurance               | 5º posto in A-League               |
| Sydney FC          | Sydney     | Aussie Stadium                                          | Reebok          | Bing Lee Sony               | Campione d'Australia in carica     |
| Wellington Phoenix | Wellington | Westpac Stadium                                         | Reebok          |                             | 4º posto in A-League               |

## Regular season

### Classifica finale
Aggiornata al 13 febbraio 2011
| Pos. | Squadra            | Pt | G  | V  | N  | P  | GF | GS | DR  |
| ---- | ------------------ | -- | -- | -- | -- | -- | -- | -- | --- |
| 1.   | Brisbane Roar      | 65 | 30 | 18 | 11 | 1  | 58 | 26 | +32 |
| 2.   | C.C. Mariners      | 57 | 30 | 16 | 9  | 5  | 50 | 31 | +19 |
| 3.   | Adelaide Utd       | 50 | 30 | 15 | 5  | 10 | 51 | 36 | +15 |
| 4.   | Gold Coast Utd     | 46 | 30 | 12 | 10 | 8  | 40 | 32 | +8  |
| 5.   | Melbourne Victory  | 43 | 30 | 11 | 10 | 9  | 45 | 39 | +6  |
| 6.   | Wellington Phoenix | 41 | 30 | 12 | 5  | 13 | 39 | 41 | -2  |
| 7.   | Newcastle Jets     | 35 | 30 | 9  | 8  | 13 | 29 | 33 | -4  |
| 8.   | Melbourne Heart    | 35 | 30 | 8  | 11 | 11 | 32 | 42 | -10 |
| 9.   | Sydney FC          | 34 | 30 | 8  | 10 | 12 | 35 | 40 | -5  |
| 10.  | Perth Glory        | 23 | 30 | 5  | 8  | 17 | 27 | 54 | -27 |
| 11.  | N. Queensland Fury | 19 | 30 | 4  | 7  | 19 | 28 | 60 | -32 |

Legenda:

      Ammessa alla AFC Champions League 2012
      Ammessa alla AFC Champions League 2012
      Ammesse alle Finals Series

Note:

Tre punti a vittoria, uno a pareggio, zero a sconfitta.

## Final Stages

### Qualificazione alle finali
La gara si disputa tra andata e ritorno tra le prime 2 del campionato. La vincente passa in finale.
| 19 febbraio 2011, ore 09.00                                 | C.C. Mariners | 0 – 2                     | Brisbane Roar |  |
| \| \| \| \| \| \| Marcatori \| 53’ Barbarouses 72’ McKay \| |               |                           |               |  |
|                                                             |               |                           |               |  |
|                                                             | Marcatori     | 53’ Barbarouses 72’ McKay |               |  |

| 26 febbraio 2011, ore 10.00                                                             | Brisbane Roar | 2 – 2                   | C.C. Mariners |  |
| \| \| \| \| \| Broich 64’ Henrique Silva 90’ \| Marcatori \| 38’ McBreen 40’ Bozanic \| |               |                         |               |  |
|                                                                                         |               |                         |               |  |
| Broich 64’ Henrique Silva 90’                                                           | Marcatori     | 38’ McBreen 40’ Bozanic |               |  |

### Semifinali
| 18 febbraio 2011, ore 10.00                | Adelaide Utd | 1 – 0 | Wellington Phoenix |  |
| \| \| \| \| \| Dodd 70’ \| Marcatori \| \| |              |       |                    |  |
|                                            |              |       |                    |  |
| Dodd 70’                                   | Marcatori    |       |                    |  |

| 20 febbraio 2011, ore 07.30                   | Gold Coast Utd | 1 – 0 | Melbourne Victory |  |
| \| \| \| \| \| Djulbic 90’ \| Marcatori \| \| |                |       |                   |  |
|                                               |                |       |                   |  |
| Djulbic 90’                                   | Marcatori      |       |                   |  |

### Finale 2
| 27 febbraio 2011, ore 07.30                                                               | Adelaide Utd | 2 – 3                           | Gold Coast Utd |  |
| \| \| \| \| \| van Dijk 56’ Leckie 70’ \| Marcatori \| 38’ Smeltz 71’ Djite 79’ Smeltz \| |              |                                 |                |  |
|                                                                                           |              |                                 |                |  |
| van Dijk 56’ Leckie 70’                                                                   | Marcatori    | 38’ Smeltz 71’ Djite 79’ Smeltz |                |  |

### Finale preliminare
| 5 marzo 2011, ore 09.00                       | C.C. Mariners | 1 – 0 | Gold Coast Utd |  |
| \| \| \| \| \| Kwasnik 75’ \| Marcatori \| \| |               |       |                |  |
|                                               |               |       |                |  |
| Kwasnik 75’                                   | Marcatori     |       |                |  |

### Finalissima
| 13 marzo 2011, ore 07.00                                                                     | Brisbane Roar | 2 – 2 (4-2 dcr)          | C.C. Mariners |  |
| \| \| \| \| \| Henrique Silva 117’ Paartalu 120’ \| Marcatori \| 96’ Kwasnik 103’ Bozanic \| |               |                          |               |  |
|                                                                                              |               |                          |               |  |
| Henrique Silva 117’ Paartalu 120’                                                            | Marcatori     | 96’ Kwasnik 103’ Bozanic |               |  |

## Statistiche e record

### Classifica marcatori
| Nazione                  | Calciatore            | Squadra            | Gol |
| ------------------------ | --------------------- | ------------------ | --- |
| Paesi Bassi (bandiera)   | Sergio van Dijk       | Adelaide Utd       | 16  |
| Costa Rica (bandiera)    | Jean Carlos Solórzano | Brisbane Roar      | 11  |
| Australia (bandiera)     | Robbie Kruse          | Melbourne Victory  | 11  |
| Australia (bandiera)     | Matt Simon            | C.C. Mariners      | 11  |
| Nuova Zelanda (bandiera) | Kosta Barbarouses     | Brisbane Roar      | 11  |
| Inghilterra (bandiera)   | Robbie Fowler         | Perth Glory        | 9   |
| Australia (bandiera)     | Adam Kwasnik          | C.C. Mariners      | 9   |
| Argentina (bandiera)     | Marcos Flores         | Adelaide Utd       | 9   |
| Australia (bandiera)     | Bruce Djite           | Gold Coast Utd     | 9   |
| Brasile (bandiera)       | Bruno Cazarine        | Sydney FC          | 9   |
| Australia (bandiera)     | John Aloisi           | Melbourne Heart    | 8   |
| Inghilterra (bandiera)   | Chris Greenacre       | Wellington Phoenix | 8   |
| Barbados (bandiera)      | Paul Ifill            | Wellington Phoenix | 7   |
| Paesi Bassi (bandiera)   | Gerald Sibon          | Melbourne Heart    | 7   |